# Elezioni europee del 1984 in Italia per circoscrizione
Le elezioni europee del 1984 nelle circoscrizioni italiane videro i seguenti risultati.

## Risultati

### Circoscrizione Italia nord-occidentale
| Liste  | Liste                                         | Voti      | %     | Seggi |
| ------ | --------------------------------------------- | --------- | ----- | ----- |
|        | Democrazia Cristiana                          | 3 216 336 | 32,47 | 7     |
|        | Partito Comunista Italiano                    | 3 142 339 | 31,73 | 7     |
|        | Partito Socialista Italiano                   | 1 217 774 | 12,29 | 3     |
|        | PLI - PRI                                     | 898 821   | 9,07  | 2     |
|        | Movimento Sociale Italiano - Destra Nazionale | 451 031   | 4,55  | 1     |
|        | Partito Radicale                              | 398 053   | 4,02  | 1     |
|        | Partito Socialista Democratico Italiano       | 324 948   | 3,28  | 1     |
|        | Democrazia Proletaria                         | 189 838   | 1,92  | 1     |
|        | Federalismo                                   | 35 346    | 0,36  | –     |
|        | Liga Veneta                                   | 30 275    | 0,31  | –     |
| Totale | Totale                                        | 9 904 761 | 100   | 23    |

### Circoscrizione Italia nord-orientale
| Liste  | Liste                                         | Voti      | %     | Seggi |
| ------ | --------------------------------------------- | --------- | ----- | ----- |
|        | Democrazia Cristiana                          | 2 430 952 | 33,86 | 5     |
|        | Partito Comunista Italiano                    | 2 363 608 | 32,92 | 6     |
|        | Partito Socialista Italiano                   | 733 943   | 10,22 | 1     |
|        | PLI - PRI                                     | 471 337   | 6,56  | 1     |
|        | Movimento Sociale Italiano - Destra Nazionale | 289 219   | 4,03  | –     |
|        | Partito Socialista Democratico Italiano       | 253 840   | 3,54  | 1     |
|        | Partito Radicale                              | 203 976   | 2,84  | –     |
|        | Partito Popolare Sud Tirolese                 | 198 220   | 2,76  | 1     |
|        | Liga Veneta                                   | 114 669   | 1,60  | –     |
|        | Democrazia Proletaria                         | 105 370   | 1,47  | –     |
|        | Federalismo                                   | 14 892    | 0,21  | –     |
| Totale | Totale                                        | 7 180 026 | 100   | 15    |

### Circoscrizione Italia centrale
| Liste  | Liste                                         | Voti      | %     | Seggi |
| ------ | --------------------------------------------- | --------- | ----- | ----- |
|        | Partito Comunista Italiano                    | 2 975 252 | 41,53 | 7     |
|        | Democrazia Cristiana                          | 2 087 820 | 29,14 | 5     |
|        | Partito Socialista Italiano                   | 762 892   | 10,65 | 2     |
|        | Movimento Sociale Italiano - Destra Nazionale | 469 188   | 6,55  | 1     |
|        | PLI - PRI                                     | 362 469   | 5,06  | 1     |
|        | Partito Radicale                              | 213 560   | 2,98  | 1     |
|        | Partito Socialista Democratico Italiano       | 191 902   | 2,68  | –     |
|        | Democrazia Proletaria                         | 84 501    | 1,18  | –     |
|        | Federalismo                                   | 10 039    | 0,14  | –     |
|        | Liga Veneta                                   | 6 976     | 0,10  | –     |
| Totale | Totale                                        | 7 164 599 | 100   | 17    |

### Circoscrizione Italia meridionale
| Liste  | Liste                                         | Voti      | %     | Seggi |
| ------ | --------------------------------------------- | --------- | ----- | ----- |
|        | Democrazia Cristiana                          | 2 678 825 | 36,55 | 6     |
|        | Partito Comunista Italiano                    | 2 216 710 | 30,25 | 5     |
|        | Partito Socialista Italiano                   | 832 951   | 11,37 | 2     |
|        | Movimento Sociale Italiano - Destra Nazionale | 756 804   | 10,33 | 2     |
|        | Partito Socialista Democratico Italiano       | 309 355   | 4,22  | 1     |
|        | PLI - PRI                                     | 222 381   | 3,03  | 1     |
|        | Partito Radicale                              | 211 537   | 2,89  | 1     |
|        | Democrazia Proletaria                         | 82 313    | 1,12  | –     |
|        | Federalismo                                   | 10 664    | 0,15  | –     |
|        | Liga Veneta                                   | 7 199     | 0,10  | –     |
| Totale | Totale                                        | 7 328 739 | 100   | 18    |

### Circoscrizione Italia insulare
| Liste  | Liste                                         | Voti      | %     | Seggi |
| ------ | --------------------------------------------- | --------- | ----- | ----- |
|        | Democrazia Cristiana                          | 1 169 834 | 32,83 | 3     |
|        | Partito Comunista Italiano                    | 1 016 519 | 28,53 | 2     |
|        | Partito Socialista Italiano                   | 392 885   | 11,03 | 1     |
|        | Movimento Sociale Italiano - Destra Nazionale | 308 314   | 8,65  | 1     |
|        | PLI - PRI                                     | 185 493   | 5,21  | –     |
|        | Partito Radicale                              | 172 750   | 4,85  | –     |
|        | Partito Socialista Democratico Italiano       | 145 417   | 4,08  | –     |
|        | Federalismo                                   | 122 489   | 3,44  | 1     |
|        | Democrazia Proletaria                         | 44 731    | 1,26  | –     |
|        | Liga Veneta                                   | 4 996     | 0,14  | –     |
| Totale | Totale                                        | 3 563 428 | 100   | 8     |